# Liste der Bodendenkmäler in Bad Tölz
Auf dieser Seite sind die Bodendenkmäler in der oberbayerischen Stadt Bad Tölz zusammengestellt. Diese Tabelle ist eine Teilliste der Liste der Bodendenkmäler in Bayern. Grundlage ist die Bayerische Denkmalliste, die auf Basis des Bayerischen Denkmalschutzgesetzes vom 1. Oktober 1973 erstmals erstellt wurde und seither durch das Bayerische Landesamt für Denkmalpflege geführt wird. Die folgenden Angaben ersetzen nicht die rechtsverbindliche Auskunft der Denkmalschutzbehörde.

## Bodendenkmäler der Gemeinde Bad Tölz

### Bodendenkmäler im Ortsteil Bad Tölz
| Lage                                    | Objekt | Akten-Nr.     | Bild           |
| --------------------------------------- | --- | ------------- | -------------- |
| Bad Tölz Frauenfreithof 1 (Standort)    | Stadtpfarrkirche Mariä Himmelfahrt Untertägige mittelalterliche und frühneuzeitliche Befunde im Bereich der Katholischen Stadtpfarrkirche Mariä Himmelfahrt in Bad Tölz und ihrer Vorgängerbauten mit aufgelassenem Friedhof. | D-1-8235-0035 | weitere Bilder |
| Bad Tölz Salzstraße 35 (Standort)       | Untertägige spätmittelalterliche und frühneuzeitliche Befunde im Bereich der Katholischen Filial- und Wallfahrtskirche Mariahilf (sog. Mühlfeldkirche) in Bad Tölz und ihres Vorgängerbaus.                                   | D-1-8235-0036 | weitere Bilder |
| Bad Tölz Franziskanergasse 1 (Standort) | Franziskanerkloster Tölz Untertägige frühneuzeitliche Befunde im Bereich des Franziskanerklosters von Bad Tölz mit Katholischen Klosterkirche Hl. Dreifaltigkeit, Klostergarten und aufgelassenem Friedhof.                   | D-1-8235-0037 | weitere Bilder |
| Bad Tölz (Standort)                     | Burgstall des späten Mittelalters und der frühen Neuzeit (Schloss Tölz). | D-1-8235-0038 |                |
| Bad Tölz (Standort)                     | Untertägige mittelalterliche und frühneuzeitliche Siedlungsteile der historischen Marktsiedlung Bad Tölz. | D-1-8235-0042 |                |
| Bad Tölz (Standort)                     | Untertägige mittelalterliche und frühneuzeitliche Siedlungsteile der vorstädtischen Mühlfeldsiedlung in Bad Tölz. | D-1-8235-0049 |                |
| Bad Tölz (Standort)                     | Untertägige frühneuzeitliche Befunde im Bereich der Katholischen Doppelkirche Hl. Kreuz, der Kapelle St. Leonhard und der Doppelkapelle auf dem Kalvarienberg in Bad Tölz.                                                    | D-1-8235-0050 | weitere Bilder |

### Bodendenkmäler im Ortsteil Kirchbichl
| Lage                                     | Objekt | Akten-Nr.     | Bild                                          |
| ---------------------------------------- | --- | ------------- | --------------------------------------------- |
| Kirchbichl (Standort)                    | Untertägige frühneuzeitliche Befunde im Bereich der Katholischen Kapelle Unserer Lieben Frau in Abrain.                                                        | D-1-8135-0033 |                                               |
| Kirchbichl (Standort)                    | Grabhügel vorgeschichtlicher Zeitstellung. | D-1-8235-0013 |                                               |
| Kirchbichl Kirchstraße 6 (Standort)      | Untertägige mittelalterliche und frühneuzeitliche Befunde im Bereich der Katholischen Filialkirche St. Martin in Ellbach und ihrer Vorgängerbauten.            | D-1-8235-0043 | mittelalterliche und frühneuzeitliche Befunde |
| Kirchbichl Münchener Straße 1 (Standort) | Untertägige mittelalterliche und frühneuzeitliche Befunde im Bereich der Katholischen Filialkirche St. Peter und Paul in Kirchbichl und ihrer Vorgängerbauten. | D-1-8235-0045 | mittelalterliche und frühneuzeitliche Befunde |